# حفره جمجمه‌ای
حفره جمجمه‌ای (انگلیسی: Cranial cavity) فضائی است که به‌وسیله استخوان‌های جمجمه احاطه شده‌است.
حفره‌ها فرورفتگی‌های بدن هستند که اعضای مختلف بدن انسان را در خود جای داده‌اند.
حفره جمجمه‌ای حفره‌ای است که به وسیله استخوان‌های جمجمه به وجود می‌آید. در مجموع ۲۲ عدد استخوان، جمجمه را تشکیل می‌دهند. در ضخامت برخی از استخوان‌های سر و صورت حفرات توخالی هوایی به نام سینوس وجود دارند که به حفره بینی مرتبط هستند. غیر از مفصل گیجگاهی فکی که تنها مفصل متحرک جمجمه است، بقیه استخوان‌ها از طریق مفاصل لیفی به یکدیگر متصل هستند.